# 石川村任
石川 村任（いしかわ むらとう）は、江戸時代の武士。仙台藩一門筆頭・角田石川家第10代（陸奥石川氏第34代）当主。

## 生涯
明和5年（1769年）11月29日、角田石川家第9代当主・石川村文の長男として生まれる。幼名は小膳。
安永7年（1778年）元服し、藩主伊達重村の偏諱を受け、中務村任と名乗る。寛政9年（1797年）父村文が不行跡を理由に隠居することなり、家督相続し角田邑主となる。
享和元年（1801年）8月、家督を狙った伯父俊明（村文庶兄）、矢吹十兵衛（俊明娘婿）一味が引き起こしたお家騒動の責めを負って隠居することとなり、家督を嫡男光尚に譲る。
享和4年（1804年）2月10日死去。享年37。